# Carex maorshanica
Carex maorshanica är en halvgräsart som beskrevs av Yi Liang Chou. Carex maorshanica ingår i släktet starrar, och familjen halvgräs. Inga underarter finns listade i Catalogue of Life.